# Maria Benedita Mouzinho de Albuquerque Pinho

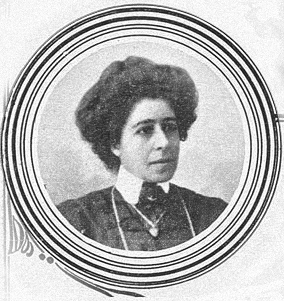
Maria Benedita Mouzinho de Albuquerque de Faria Pinho, 1910er Jahre

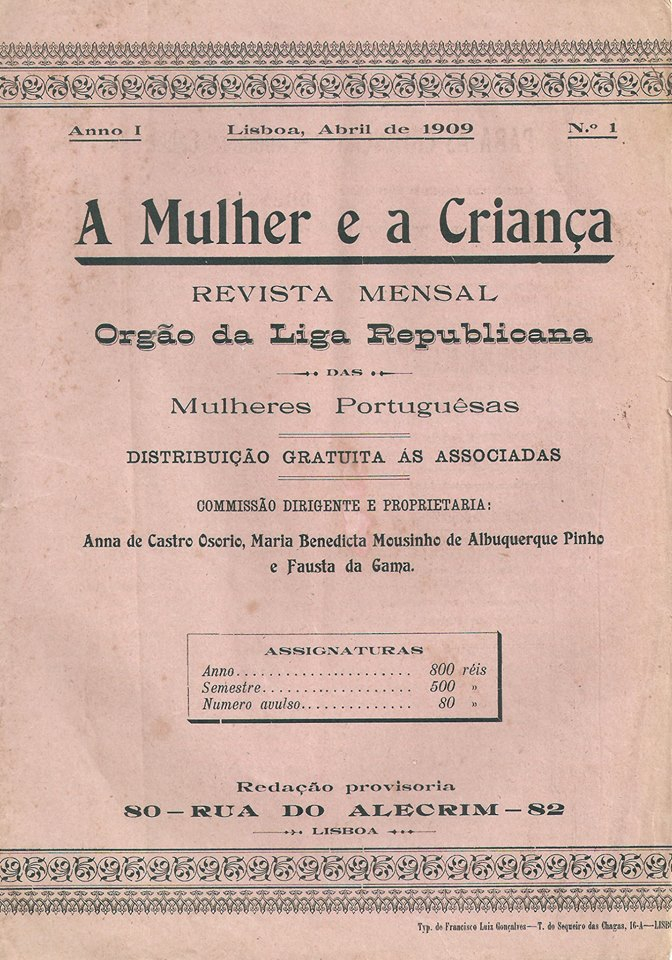
Monatszeitschrift A Mulher e a Criança, Publikationsorgan der Liga Republicana das Mulheres Portuguesas, 1909

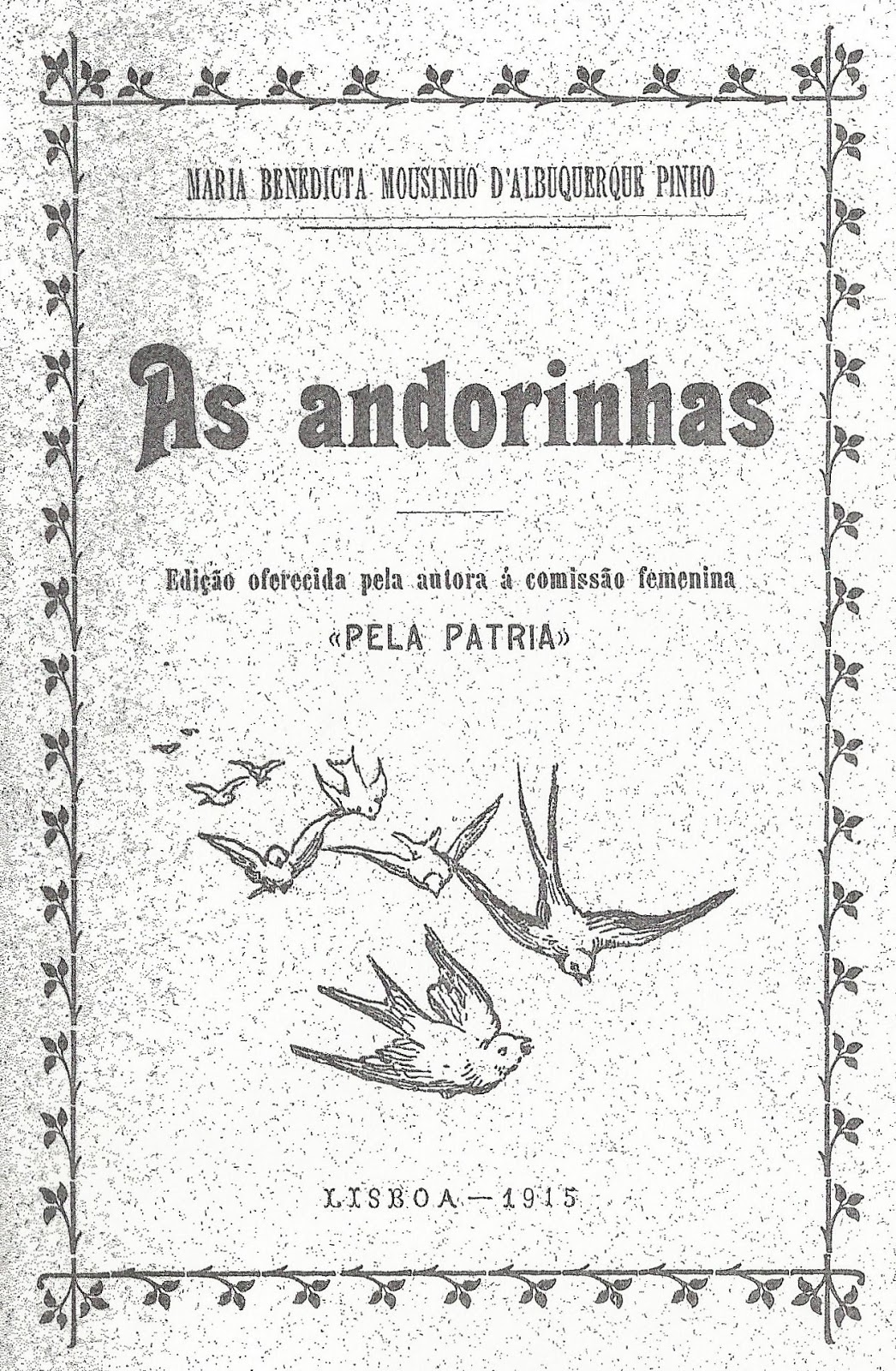
"As Andorinhas", Ausgabe von Kurzgeschichten von Mouzinho de Albuquerque de Faria Pinho, deren Erlös der Frauenkommission Pela Pátria zugutekam, 1915

Maria Benedita Mouzinho de Albuquerque de Faria Pinho (* 5. April 1865 in Figueiró dos Vinhos, Leiria; † 12. Januar 1939 in Santa Isabel, Lissabon) war eine portugiesische Schriftstellerin, Lehrerin, republikanische Aktivistin und Feministin. Sie war eine Pionierin im Kampf für bürgerliche Anliegen und für die Rechte der Frauen zu Beginn des 20. Jahrhunderts, forderte unermüdlich das Frauenwahlrecht und das Scheidungsrecht während der Ersten Republik und war Mitglied verschiedener politischer und feministischer Vereinigungen, wie der Liga Republicana das Mulheres Portuguesas und der Comissão Feminina Pela Pátria, zu deren Gründerinnen sie gehörte.

## Leben
Mouzinho de Albuquerque Pinho wurde als drittes der sieben Kinder des Politikers und Unternehmers Diogo de Faria Pinho e Vasconcelos Soares de Albergaria, gebürtig aus Figueiró dos Vinhos, dessen Gemeindeverwaltung er vorstand, und von Maria do Amparo Raposo Mouzinho de Albuquerque, gebürtig aus Lissabon, geboren. Sie wurde am 8. Mai 1865 in der Pfarrkirche São João Baptista in Figueiró dos Vinhos getauft mit.
Sie entstammte einer langen aristokratischen und zugleich demokratischen Familie und genoss eine gründliche Ausbildung, die sich im Wesentlichen auf das Studium der klassischen und modernen Sprachen, der Philosophie, Politik und Literatur konzentrierte. Sie war mit der Schriftstellerin und Frauenrechtlerin Elisa de Paiva Curado befreundet, die 1888 durch ihre Heirat mit Diogo de Faria Pinho e Vasconcelos Soares de Albergaria ihre Stiefmutter werden sollte. Auch aufgrund ihres familiären Hintergrunds stand sie schon in jungen Jahren in Briefkontakt mit einigen der berühmtesten Persönlichkeiten der portugiesischen Politik, darunter auch der spätere Präsident der Republik Bernardino Machado, der sie bei der Verfolgung ihrer demokratischen und humanistischen Ideale beeinflusste und inspirierte.
Im Alter von 17 Jahren, am 1. Juli 1882, heiratete sie den vierzehn Jahre älteren, aus Leiria stammenden General und Militäringenieur Joaquim Lúcio Lobo, mit dem sie eine Tochter namens Maria Henriqueta Lobo hatte, doch aufgrund der wechselnden Einsätze ihres Mannes und diverser persönlicher Unverträglichkeiten wurde ihre Beziehung schnell schwierig. Dies beeinflusste sicher auch, dass Mouzinho de Albuquerque Pinho noch vor der Ersten Republik das Recht auf Scheidung einforderte.
Im Jahr 1909 zog sie, noch immer verheiratet, aber getrennt lebend, nach Lissabon, wo sie als Lehrerin zu arbeiten begann. Sie trat der Liga Republicana das Mulheres Portuguesas bei, einer von der Schriftstellerin und Journalistin Ana de Castro Osório gegründeten politischen und feministischen Vereinigung mit dem Ziel, „portugiesische Frauen in demokratischen Grundsätzen zu führen, zu erziehen und zu unterrichten“ und „die Überarbeitung der Gesetze in den Bereichen zu fördern, die für Frauen und Kinder von besonderem Interesse sind“. Im selben Jahr war sie Mitglied des ersten Vorstands, Sekretärin der Generalversammlung, die am 27. Februar die offizielle Gründung der Vereinigung markierte, und gehörte zusammen mit Ana de Castro Osório und Fausta Pinto da Gama dem Beirat des offiziellen Organs A Mulher e a Criança der Liga an. Ein Jahr später trat Mouzinho de Albuquerque Pinho von ihrem Posten zurück, weil sie nicht damit einverstanden war, dass A Mulher e a Criança ihre Autonomie verlor, indem sie den Führungsgremien der Liga unterstellt wurde.
1911 wurde in der Ersten Republik als Ergebnis der Zusammenarbeit zwischen der Liga und dem damaligen Justizminister Afonso Costa ein Scheidungsgesetz verabschiedet und Mouzinho de Albuquerque Pinhos Ehe geschieden. Joaquim Lúcio Lobo starb 1953 im Alter von 101 Jahren als ältester Offizier der portugiesischen Armee.
Bei Ausbruch des Ersten Weltkriegs in Europa gründete sie 1914 zusammen mit Ana Augusta de Castilho, Ana de Castro Osório und Antónia Bermudes die Comissão Feminina Pela Pátria, eine der ersten Einrichtungen in Portugal, die Frauen für den Krieg mobilisieren sollte, um Frontsoldaten und ihren Familien Unterstützung zukommen zu lassen. Die Comissão Feminina Pela Pátria gab die Zeitschrift A Semeadora" heraus, um ihre Sache bekannt zu machen und alle portugiesischen Frauen zu Spenden aufzurufen. Mit Portugals Eintritt in den Krieg 1916, baute die Präsidentengattin Elzira Dantas Machado die Frauenkommission um und gründete die Cruzada das Mulheres Portuguesas, eine karitative Bewegung, die Soldaten und ihre Familien unterstützte. Mouzinho de Albuquerque Pinho setzte ihre Unterstützung dort bis zum Erlöschen der Bewegung 1938 fort, als der Estado Novo die Hilfe für Flüchtlinge und Kriegsopfer untersagte.
Mouzinho de Albuquerque Pinho starb im Alter von 73 Jahren in Lissabon an einer Krankheit in Folge einer fortschreitenden Demenz. Sie ist auf dem Cemitério da Ajuda in Lissabon begraben.

## Schriftstellerisches Werk
Obwohl sie über ein beträchtliches Familienvermögen verfügte, war Mouzinho de Albuquerque Pinho, so der Name, mit dem sie ihre Werke signierte, stets bestrebt, ihre finanzielle Unabhängigkeit zu bewahren. Sie arbeitete sowohl in Lissabon als auch in Leiria. Sie übersetzte Texte belgischer, französischer und russischer Autoren wie Hector Fleischmann, Alphonse Karr, Paul Margueritte, Victor Margueritte oder Leo Tolstoi. Sie verfasste Artikel, in denen sie sich für die Rechte der Frauen und die republikanischen Ideale einsetzte, und veröffentlichte diese in verschiedenen Zeitschriften und Periodika der damaligen Zeit, wie A Semeadora oder O Mundo.
Sie veröffentlichte mehrere Romane, wie Marina (1912), O Vagabundo (1913) und Sonho Desfeito (1922), sowie mehrere Sammlungen von Kurzgeschichten für Kinder, wie As Rosas do Menino Jesus (1923) mit Illustrationen von Mily Possoz oder As Andorinhas (1915), deren gesamter Erlös der Wohltätigkeitsarbeit der Comissão Feminina Pela Pátria zugutekam.